# Gattaca
Gattaca je ameriški znanstvenofantastični film režiserja Andrewa Niccola, ki je izšel leta 1997 v distribuciji Columbia Pictures. V glavnih vlogah sta zaigrala Ethan Hawke in Uma Thurman, vidnejše stranske vloge pa so imeli Jude Law, Loren Dean, Ernest Borgnine, Gore Vidal in Alan Arkin.
Naslov je sestavljen iz črk, ki označujejo štiri nukleinske kisline v molekuli DNK: gvanin (G), adenin (A), timin (T) in citozin (C). Gre za distopično pripoved o družbi bližnje prihodnosti, v kateri je močno razširjena evgenika, temelječa na napredni genetski tehnologiji (t. i. »biopunk«). Glavni junak je spočet izven programa genetske manipulacije, ki zagotavlja, da dobijo otroci najboljšo kombinacijo dednih lastnosti svojih staršev, in mora premagati prepad genske diskriminacije da bi uresničil svoje sanje poleteti v vesolje. 
Kljub temu, da so kritiki pohvalili inteligentno in provokativno zgodbo, film ni bil komercialno uspešen, je pa prispeval k strokovni in širši javni debati o posledicah genetskega determinizma, ki naj bi ga omogočila danes razvijajoča se tehnologija. Nominiran je bil za oskarja za umetniško vodstvo in zlati globus za izvirno glasbeno podlago.

## Vsebina
V »ne preveč oddaljeni prihodnosti« človeška družba temelji na evgeniki v obliki genske manipulacije zarodkov, ki zagotavlja zaželene lastnosti potomcev. Register biometričnih podatkov omogoča takojšnjo identifikacijo ljudi, ki so razdeljeni v dva glavna razreda: genetsko izboljšane »veljavne« in »ne-veljavne« z bistveno višjo možnostjo za dedne okvare. Hkrati je, kljub načelni zakonski prepovedi, zelo razširjena diskriminacija na osnovi teh lastnosti, ki določajo posameznikov družbeni razred. »Ne-veljavni« so s pomočjo bolj ali manj legalnega genskega profiliranja omejeni na manjvredne poklice.
Vincent Freeman (Ethan Hawke) je bil spočet po naravni poti in že takoj ob rojstvu mu je bila z analizo genotipa pripisana visoka verjetnost za nekatere nezaželene lastnosti, med njimi agresivnost in prirojena srčna okvara. Zaradi slednje mu je pripisana pričakovana življenjska doba zgolj 30 let. Starša obžalujeta odločitev, zato je njun naslednji otrok genetsko izboljšani Vincentov brat Anton. Fanta se pogosto merita v moči tako, da plavata na odprto morje dokler se nekdo od njiju ne ustraši razdalje in obrne nazaj. Kljub temu, da je dve leti starejši, Vincent vedno izgubi in tudi sicer ga okolica ves čas opominja na njegovo gensko inferiornost. Sanja namreč, da bi postal astronavt, kar pa je z njegovimi predispozicijami praktično nemogoče. Vendar on ostane odločen. Nekega dne, ko sta že starejša, znova izzove Antona na preskus plavanja. Tokrat ga Vincent z močno voljo preseže in ga še reši, ko se Anton začne utapljati. Nato odide od doma.
V naslednjih letih dela kot čistilec po različnih krajih, vendar se ne odpove svojim sanjam. Zaposli se pri vesoljski korporaciji Gattaca, kjer »veljavni« trenirajo za astronavte. Brez drugih možnosti najame nelegalnega posrednika, prek katerega stopi v stik s plavalnim asom Jeromeom Eugenom Morrowom (Jude Law), ki mu je pripravljen prodati svojo identiteto - je namreč paraliziran po prometni nesreči in mu status ne koristi več. Vincent s pomočjo posrednika prevzame Jeromeov izgled in ime. Da bi prikril svojo identiteto vsak dan temeljito odstranjuje svoje biološke ostanke z drgnjenjem in britjem. S prikritimi Jeromeovimi vzorci krvi in urina dobi dostop do Gattace, kjer ga na račun odličnega znanja sprejmejo kot kandidata za navigatorja na prestižni odpravi na Saturnov naravni satelit Titan.
Teden dni pred načrtovano izstrelitvijo pa Gattaco pretrese incident, zgodi se namreč nasilen umor glavnega administratorja, ki je hotel odpovedati misijo. Policisti na prizorišču najdejo Vincentovo trepalnico, zato postane kot »ne-veljavni« glavni osumljenec. Med preiskavo se Vincent zbliža s sodelavko Irene Cassini (Uma Thurman), ki je sicer »veljavna«, vendar ima nekoliko povišano verjetnost za prirojeno srčno okvaro, zato ne more postati kandidatka za polet. Poleg tega spozna, da je posredno zakrivil Jeromeovo paralizo, ko ga je nekoč premagal na plavalnem tekmovanju. Jerome je zaradi tega zapadel v depresijo in se vrgel pod avto. Posreči se mu izogibati preiskovalcem pod vodstvom detektiva, za katerega se kasneje izkaže, da je njegov brat Anton (Loren Dean), tako dolgo, da namestnik Hugo (Alan Arkin) odkrije pravega storilca - direktorja Josefa (Gore Vidal), ki je želel z umorom preprečiti ukinitev misije, vrhunca njegove kariere.
Kljub končani preiskavi Anton posumi, da je oseba, ki se predstavlja kot Jerome Morrow, njegov »ne-veljavni« brat. Posvari Vincenta, da počne nekaj nezakonitega, vendar mu ta odvrne, da je prišel tako daleč po lastni zaslugi in brez pomoči, za razliko od Antona, nazadnje, ko sta se pomerila v plavanju. Anton ga zato znova izzove in brata sredi noči odideta do obale ter skočita v vodo. Antona preseneti Vincentova vzdržljivost in v trdi temi daleč od obale se začne tudi tokrat utapljati. Vincent ga znova reši iz vode, zato ga Anton odtlej pusti pri miru. Na dan izstrelitve mu Jerome pokaže obilno zalogo vzorcev urina in krvi, ki jo je medtem napravil, rekoč, da se bo tudi on odpravil na potovanje. Tik pred vkrcanjem pa Vincenta preseneti še zadnji genetski preskus, na katerega ni pripravljen. Genetik dr. Lamar (Xander Berkeley) mu takrat prizna, da je že prej odkril njegovo skrivnost in mu pove, da je idol njegovega sina, ki ni »vse, kar so obljubljali« in si prav tako želi preseči družbene omejitve. Nato izbriše rezultate preskusa in ga spravi skozi kot »veljavnega«. Medtem si Jerome nadene svojo plavalno medaljo in se zažge v hišni sežigalni peči, hvaležen Vincentu, kateremu je posodil identiteto, Vincent pa njemu nekaj vrednejšega: svoje sanje.